# Orange Caramel
Orange Caramel (кор. 오렌지 캬라멜) ― саб-юнит южнокорейской гёрл-группы After School, сформированный в 2010 году компанией Pledis Entertainment. На момент создания юнита в него входили три участницы After School из третьего поколения: Рэйна, Нана и Лиззи. По состоянию на 2019 год с агентством перезаключила контракт только Нана.
За время существования саб-юнит получил признание не только в Корее, но и по всему миру: так, сингл «Catallena», выпущенный в марте 2014 года, вместе с видеоклипом стал интернет-мемом, а подборка живых исполнений композиции на музыкальных шоу также стала вирусной в сети. В 2017 году американское музыкальное издание Billboard разместило Orange Caramel на 1 месте в списке «5 женских групп со всего мира, в существование которых невозможно поверить», где подчеркнули их уникальность и «конфетную культуру» ― яркий и милый музыкальный стиль. В том же году Billboard повторно поместил юнит на 5 месте в рейтинге «Топ-10 женских корейских гёрл-групп прошедшего десятилетия», где вновь отметили влияние композиции «Catallena» в корейской музыке.

## Карьера

### 2010―11: Формирование и дебют

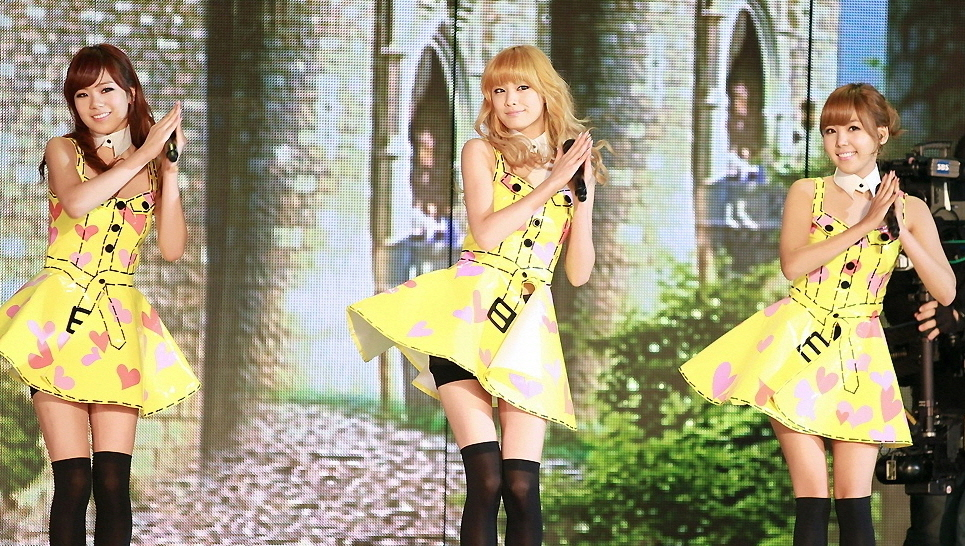
Orange Caramel выступают на ежегодном праздничном фестивале SBS Gayo Daejeon, 29 декабря 2010 года

1 июня 2010 года в Сеуле состоялась вечеринка одного из модных журналов, на которой предварительно было анонсировано сольное выступление Кахи и специального юнита из трёх участниц; Pledis Entertainment, тем не менее, не подтвердили ничего конкретного, и сказали ждать следующей недели, когда они объявят название будущего юнита и раскроют участниц. Начиная с 7 июня, агентство ежедневно выкладывало тизер-фото участниц юнита, ими стали Рэйна, Нана и Лиззи; было также объявлено и название ― Orange Caramel.
16 июня состоялся релиз сингла «Magic Girl», и 21 июня был выпущен дебютный мини-альбом The First Mini Album. «Magic Girl» дебютировал на 72 строчке в Gaon Digital Chart, но уже через неделю оказался в топ-20, попав на 18 место. Сам альбом уверенно стартовал в Gaon Album Chart, дебютировав сразу на 2 строчке. В Корее «Magic Girl» стала популярным хитом, и уже через месяц после релиза стали делать пародии на концепцию юнита; участники бойбенда 2PM Тэкён, Уён и Чансон исполняли кавер на сингл во время своего первого концерта в Сеуле 31 июля. 18 ноября был выпущен второй мини-альбом The Second Mini Album, дебютировавший на 10 месте главного альбомного чарта Кореи. Сингл «아잉 (A-ing)» дебютировал на 19 месте в цифровом чарте, и уже через неделю достиг 5 строчки.
28 января 2011 года The First Mini Album был выпущен в Тайване, дистрибьютором выступил лейбл Good Typhoon. 30 марта состоялся релиз сингла «Bangkok City» в рамках проекта «One Asia», который дебютировал на 20 месте цифрового чарта. 13 октября был выпущен сингл «Shanghai Romance»; автором текста стал Хичхоль из бойбенда Super Junior.

### 2012―14: Дебют в Японии,Lipstick,CatallenaиMy Copycat

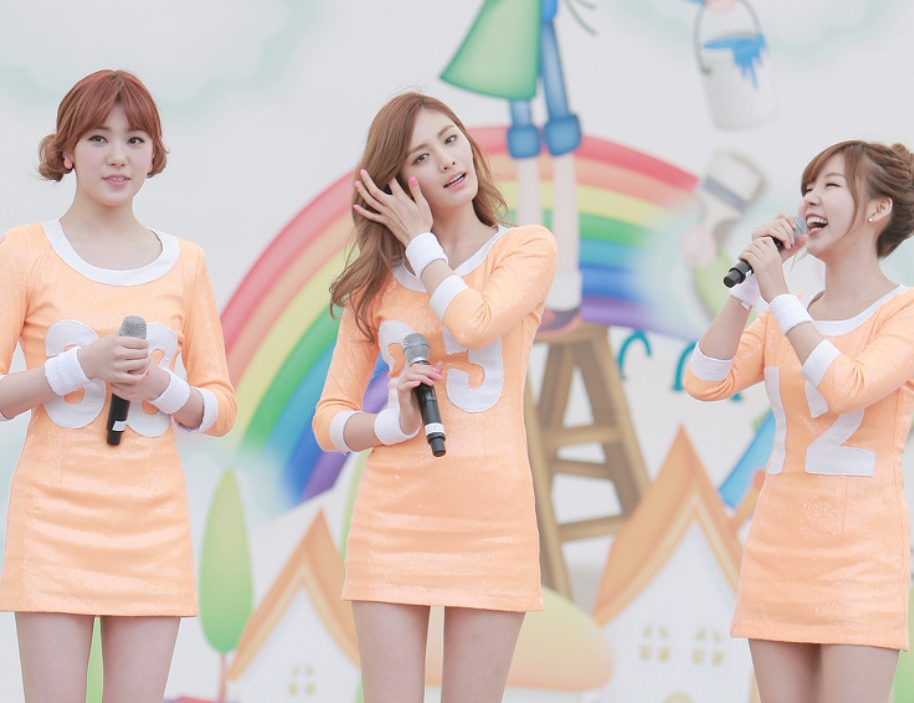
Orange Caramel выступают на фестивале Dream Tree, 6 мая 2013 года

27 апреля 2012 года в СМИ появилась информация о запланированном августовском дебюте Orange Caramel в Японии после успешного фанмитинга, проведённого ранее в январе, что подтвердили представили агентства; компания также заявила о том, что для дебюта в Китае юнит также сменит название, чтобы выбрать наиболее подходящее для этой в этой стране. 10 августа была опубликована короткая версия видеоклипа на дебютный японский сингл «My Sweet Devil», который является кавером хита популярной японской гёрл-группы 70-х Candies. Официальный релиз песни состоялся 5 сентября, дистрибьютором выступил лейбл Avex Trax.
15 февраля 2013 года была вновь выпущена короткая версия видеоклипа на японский сингл «クッキークリーム&ミント (Mint Cookies & Cream)». Релиз первого японского студийного альбома Orange Caramel состоялся 13 марта; в него вошли японские версии корейских песен и все на тот момент выпущенные японские синглы. 9 мая был выпущен сингл «안아줘요 (Hug me)» совместно с инди-группой 10 cm. 25 июня агентство подтвердило информацию о выпуске участницами юнита книги «Путешествие юности» (кор. 청춘 여행).

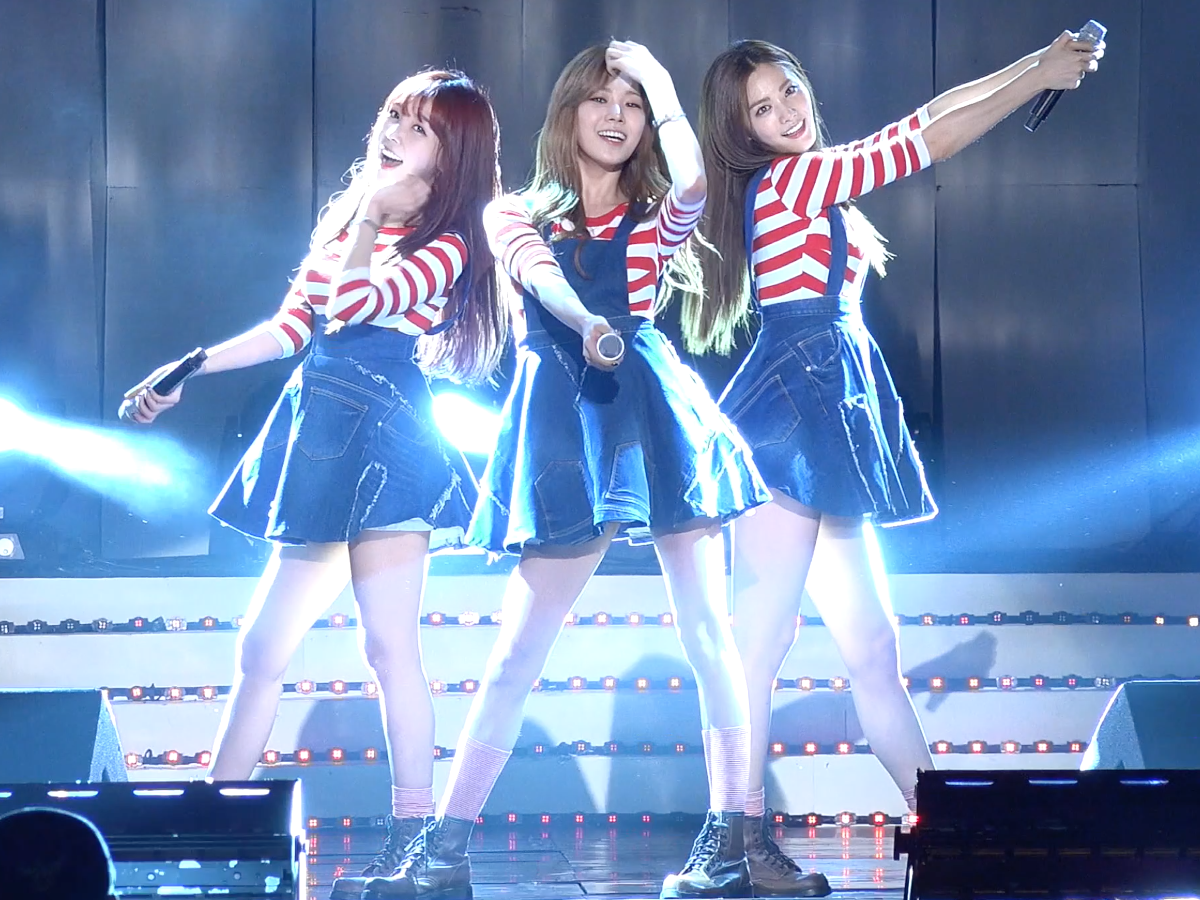
Orange Caramel выступают на китайском международном студенческом фестивале, 12 сентября 2014 года

12 марта 2014 года был выпущен третий корейский сингл «Catallena», содержащий сэмплы из свадебной музыки Индии, а само звучание в целом вдохновлено мотивами Болливуда. Песня моментально дебютировала на 6 месте в цифровом чарте и стала хитом в Корее. Видеоклип, где участницы изображают суши, также снискал популярность не только среди корейских фанатов, но и международной аудитории. 20 мая состоялся релиз промо-сингла «Abing Abing (아빙아빙)», который по итогам года попал в топ лучших корейских песен по версии американского журнала Billboard.
18 августа был выпущен четвёртый сингл «My Copycat (나처럼 해봐요)», видеоклип был вдохновлён серией игр «Где Уолли?». 3 сентября был выпущен видеоклип на би-сайд «강남거리 (The Gangnam Avenue)». Они также выпустили саундтрек «Tonight» для дорамы «Всё в порядке, это любовь».

### 2015―19: Сольные начинания участниц и уход Рэйны и Лиззи из агентства

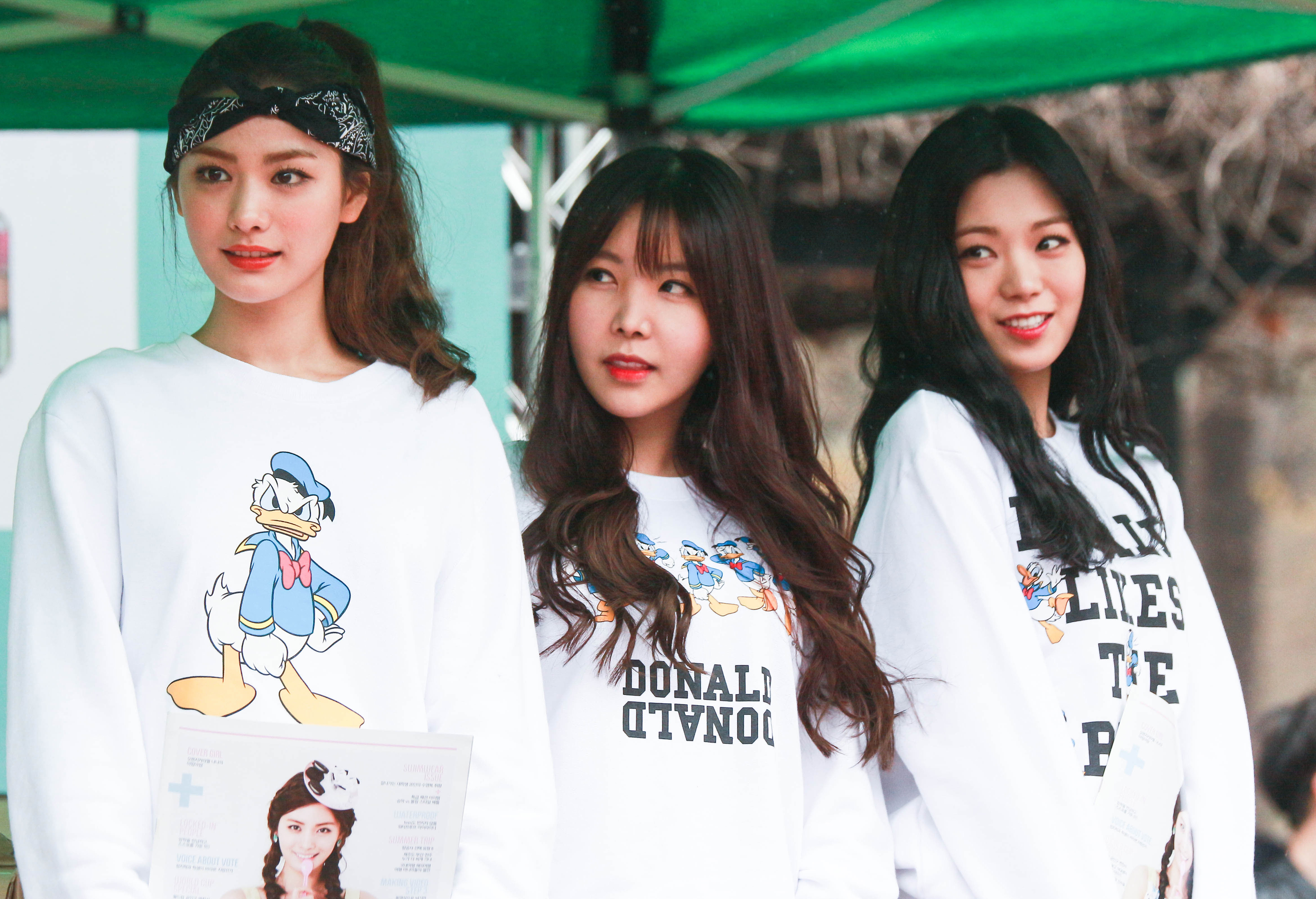
Orange Caramel на мероприятии Корейского университета, 31 марта 2015 года

Начиная с 2015 года, деятельность Orange Caramel (как и After School) была приостановлена, потому что участницы занимались индивидуальным продвижением. Последнее совместное появление Orange Caramel состоялось 15 апреля 2016 года на концерте в Олимпийском холле, где участницы в интервью заявили, что работали над новой музыкой.
1 мая 2018 года Pledis Entertainment объявил, что Лиззи покинула агентство после истечения срока своего эксклюзивного контракта. Тем не менее, представители заявили, что она не покидает Orange Caramel, и в будущем юнит по-прежнему будет выпускать музыку. 27 декабря 2019 года агентство покинула Рэйна, при этом не обозначив статус нахождения в юните для будущей деятельности.

## Участницы

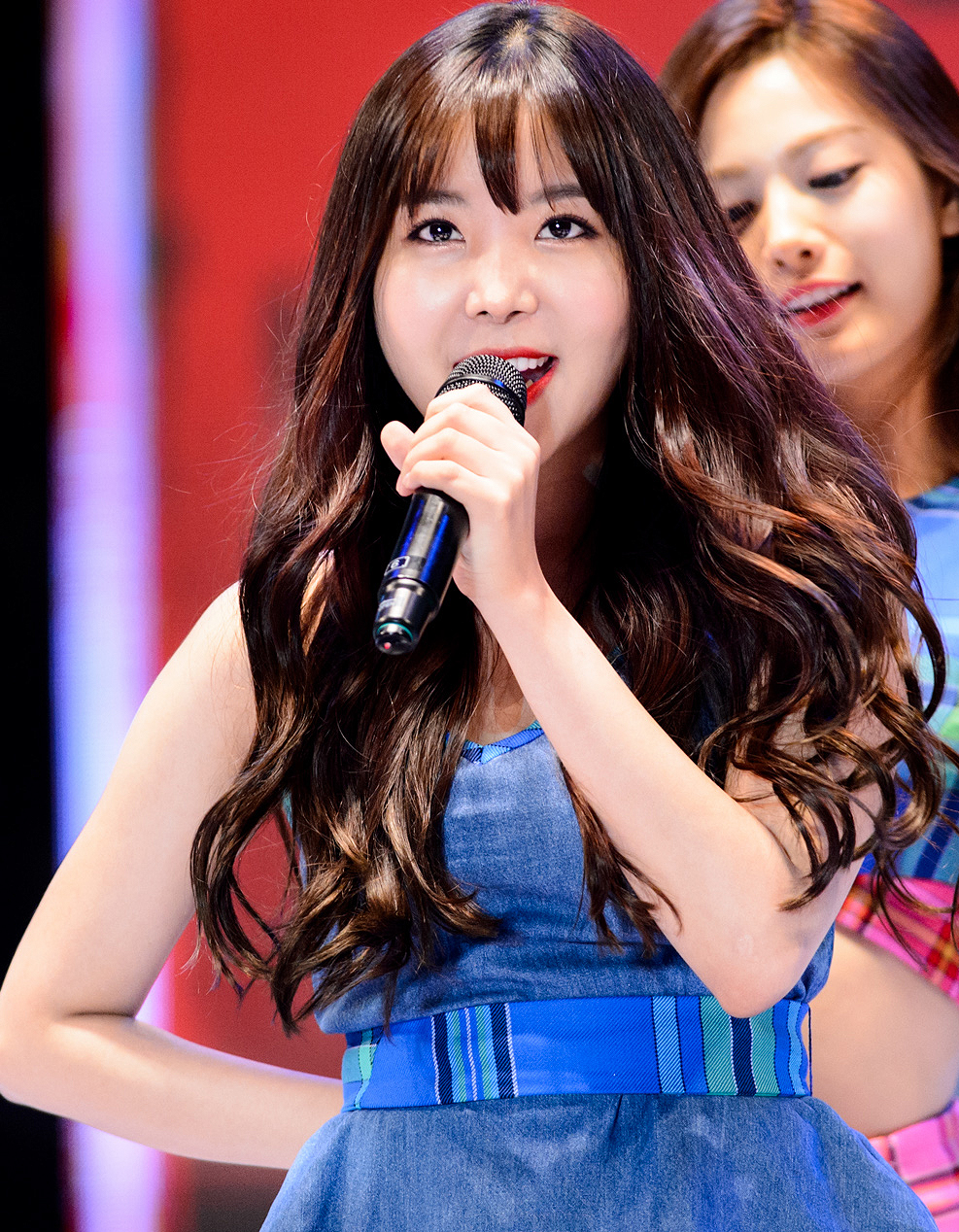
Рэйна
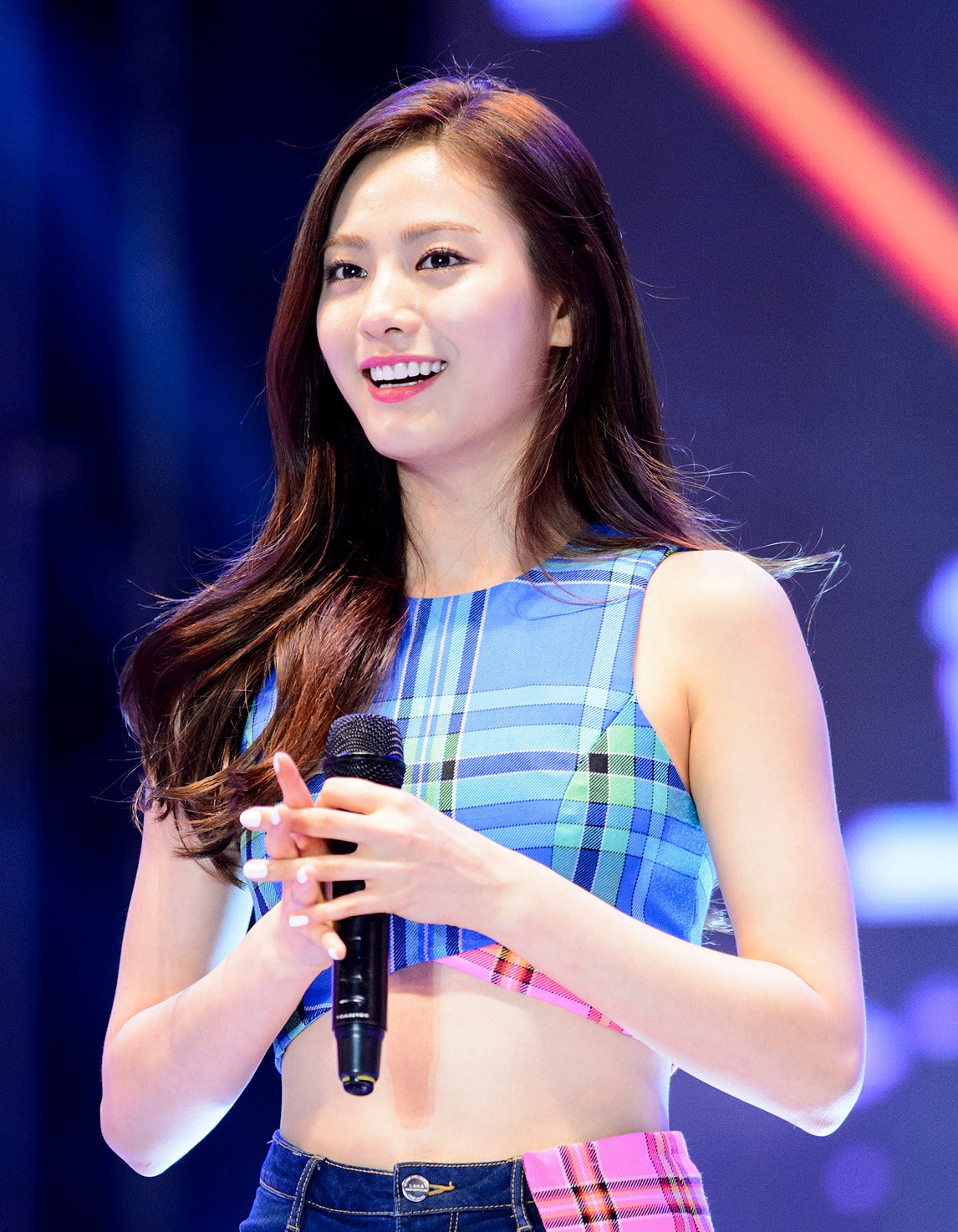
Нана
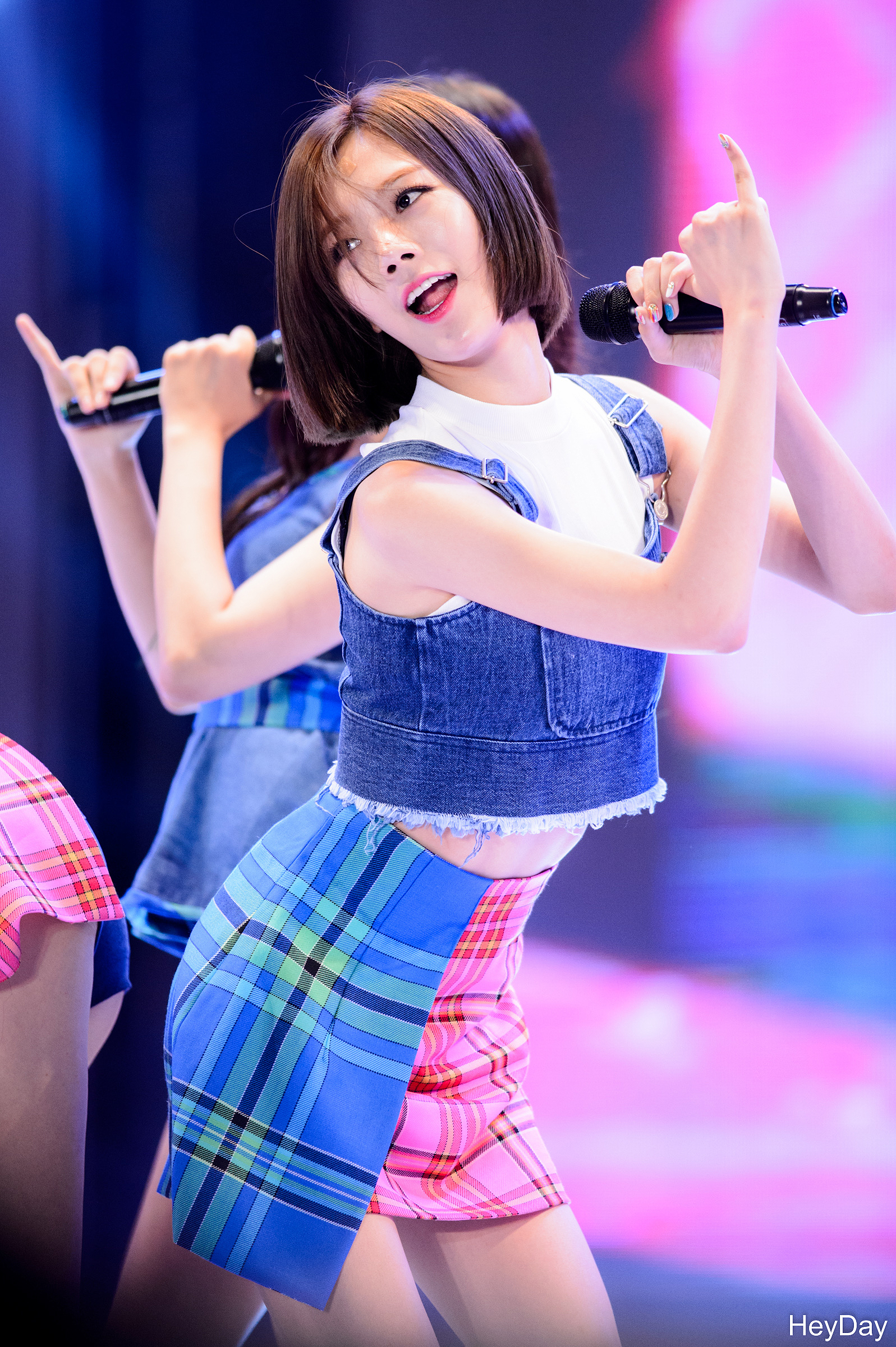
Лиззи

| Псевдоним | Псевдоним | Настоящее имя | Настоящее имя | Дата рождения | Позиция в группе          |
| Русский   | Хангыль   | Русский       | Хангыль       | Дата рождения | Позиция в группе          |
| --------- | --------- | ------------- | ------------- | ------------- | ------------------------- |
| Рэйна     | 레이나    | О Хе Рин      | 오혜린        | 07.05.1989    | Лидер, главная вокалистка |
| Нана      | 나나      | Им Чжин А     | 임진아        | 14.09.1991    | Ведущая вокалистка        |
| Лиззи     | 리지      | Пак Су А      | 박수아        | 31.07.1992    | Вокалистка, танцор, маннэ |

## Дискография

### Альбомы

#### Студийные альбомы
| Название                                                    | Подробнее                                                                           | Наивысш. позиции | Наивысш. позиции | Продажи                      |       |       |       |
| Название                                                    | Подробнее                                                                           | KOR              | JPN              | Продажи                      |       |       |       |
| Корея                                                       | Корея                                                                               | Корея            | Корея            | Корея                        | Корея | Корея | Корея |
| ----------------------------------------------------------- | ----------------------------------------------------------------------------------- | ---------------- | ---------------- | ---------------------------- | ----- | ----- | ----- |
| Lipstick                                                    | - Выпущен: 12 сентября 2012 - Лейбл: Pledis Entertainment - Формат(ы): CD, цифровой | 3                | 92               | - KOR: 15,324+ - JPN: 2 187+ |       |       |       |
| Япония                                                      |                                                                                     |                  |                  |                              |       |       |       |
| Orange Caramel                                              | - Выпущен: 13 марта 2013 - Лейбл: Avex Trax - Формат(ы): CD, цифровой               | —                | 21               | - JPN: 7 732+                |       |       |       |
| "—" —альбом не выходил в данной стране или не попал в чарты |                                                                                     |                  |                  |                              |       |       |       |

#### Мини-альбомы (EP)
| The First Mini Album                                    | - Выпущен: 17 июня 2010 - Лейбл: Pledis Entertainment, KT Music - Формат(ы): CD, цифровой             | 2  | — | - KOR: 3,257+ |
| The Second Mini Album                                   | - Выпущен: 18 ноября 2010 - Лейбл: Pledis Entertainment, LOEN Entertainment - Формат(ы): CD, цифровой | 10 | — | - KOR: 4 986+ |
| "—" — не был издан в данной стране или не попал в чарты | |    |   |               |

### Синглы
| Год                                                     | Синглы                                                         | Наивысшие позиции | Наивысшие позиции | Наивысшие позиции | Наивысшие позиции | Наивысшие позиции | Продажи                                    | Альбом                |       |       |
| Год                                                     | Синглы                                                         | KOR Gaon          | KOR Gaon          | KOR Hot 100       | JPN Oricon        | JPN Hot 100       | Продажи                                    | Альбом                |       |       |
| Год                                                     | Синглы                                                         | Физич.            | Цифр.             | KOR Hot 100       | JPN Oricon        | JPN Hot 100       | Продажи                                    | Альбом                |       |       |
| Корея                                                   | Корея                                                          | Корея             | Корея             | Корея             | Корея             | Корея             | Корея                                      | Корея                 | Корея | Корея |
| ------------------------------------------------------- | -------------------------------------------------------------- | ----------------- | ----------------- | ----------------- | ----------------- | ----------------- | ------------------------------------------ | --------------------- | ----- | ----- |
| 2010                                                    | «Magic Girl»                                                   | —                 | 18                | —                 | —                 | —                 | - KOR: 1 488 907 (цифр.)                   | The First Mini Album  |       |       |
| 2010                                                    | «A~ing♡»                                                       | —                 | 5                 | —                 | —                 | —                 | - KOR: 958 319 (цифр.)                     | The Second Mini Album |       |       |
| 2011                                                    | «Bangkok City»                                                 | 3                 | 3                 | —                 | —                 | —                 | - KOR: 7 966+ - KOR: 1 789 391 (цифр.)     | Bangkok City          |       |       |
| 2011                                                    | «Shanghai Romance»                                             | 6                 | 8                 | 7                 | —                 | —                 | - KOR: 8 084+ - KOR: 1 688 047 (цифр.)     | Shanghai Romance      |       |       |
| 2012                                                    | «Lipstick»                                                     | —                 | 5                 | 2                 | —                 | —                 | - KOR: 1 797 110 (цифр.)                   | Lipstick              |       |       |
| 2014                                                    | «Catallena»                                                    | 5                 | 6                 | 4                 | —                 | —                 | - KOR: 7 907+ (CD) - KOR: 865 388+ (цифр.) | Catallena             |       |       |
| 2014                                                    | «My Copycat»                                                   | 8                 | 19                | —                 | —                 | —                 | - KOR: 6 212+ (CD) - KOR: 243 813+ (цифр.) | My Copycat            |       |       |
| Япония                                                  |                                                                |                   |                   |                   |                   |                   |                                            |                       |       |       |
| 2012                                                    | «Yasashii Akuma» (яп. やさしい悪魔)                            | —                 | —                 | —                 | 10                | 23                | - JPN: 13 739+                             | Orange Caramel        |       |       |
| 2012                                                    | «Lipstick / Lamu no Love Song» (яп. LIPSTICK/ラムのラブソング) | —                 | —                 | —                 | 12                | 96                | - JPN: 12 235+                             | Orange Caramel        |       |       |
| "—" — не был издан в данной стране или не попал в чарты |                                                                |                   |                   |                   |                   |                   |                                            |                       |       |       |

### Промосинглы
| Год                                                     | Название                                                    | Наивысш. позиции | Наивысш. позиции | Продажи                | Альбом                        |
| Год                                                     | Название                                                    | KOR Gaon         | KOR Hot 100      | Продажи                | Альбом                        |
| ------------------------------------------------------- | ----------------------------------------------------------- | ---------------- | ---------------- | ---------------------- | ----------------------------- |
| 2011                                                    | «Funny Hunny»                                               | 8                | 10               | - KOR: 980 911 (цифр.) | Cho Young Soo's All Star 2011 |
| 2012                                                    | «Dashing Through the Snow in High Heels» (featuring NU'EST) | 25               | 16               | - KOR: 212 196 (цифр.) | н/д                           |
| 2014                                                    | «Abing Abing»                                               | 18               | 19               | - KOR: 197 141 (цифр.) | н/д                           |
| "—" — не был издан в данной стране или не попал в чарты |                                                             |                  |                  |                        |                               |

### Другие песни, попавшие в чарты
См. «After School discography#Other charted songs 2» в англ. разделе.

### Видеоклипы
| Название                     | Год   | Режиссёр           |
| Корея                        | Корея | Корея              |
| ---------------------------- | ----- | ------------------ |
| «Magic Girl»                 | 2010  | Неизвестно         |
| «A~ing♡»                     | 2010  | Неизвестно         |
| «Bangkok City»               | 2011  | И Ил Hwan (이일환) |
| «Shanghai Romance»           | 2011  | Неизвестно         |
| «Funny Hunny»                | 2011  | Неизвестно         |
| «Funny Hunny» (Studio ver.)] | 2011  | Неизвестно         |
| «Lipstick»                   | 2012  | Digipedi           |
| «Catallena»                  | 2014  | Digipedi           |
| «Abing Abing»                | 2014  | Неизвестно         |
| «My Copycat»                 | 2014  | Digipedi           |
| «The Gangnam Avenue»         | 2014  | Неизвестно         |
| Япония                       |       |                    |
| «Yasashii Akuma»             | 2012  | Ватару Сайто       |
| «Lipstick»                   | 2012  | Digipedi           |
| «Lamu no Love Song»          | 2012  | Ватару Сайто       |
| «Cookies, Cream & Mint»      | 2013  | Ватару Сайто       |

## Награды и номинации
См. «Orange Caramel#Awards and nominations» в англ. разделе.